# Luncoiu de Jos (gmina)
Luncoiu de Jos – gmina w Rumunii, w okręgu Hunedoara. Obejmuje miejscowości Dudești, Luncoiu de Jos, Luncoiu de Sus, Podele i Stejărel. W 2011 roku liczyła 1815 mieszkańców.